# Elements – The Best of Mike Oldfield
Elements – The Best of Mike Oldfield, или The Best Of Mike Oldfield Elements — сборник лучших хитов английского мультиинструменталиста Майка Олдфилда, вышедший в 1993 году. В диск входят как короткие композиции, так и избранные вырезки из длинных произведений.

## Список композиций
1. «Tubular Bells Opening Theme» — 4:16
2. «Family Man» — 3:45
3. «Moonlight Shadow» — 3:25
4. «Heaven’s Open» — 4:27
5. «Five Miles Out» — 4:14
6. «To France» — 4:42
7. «Foreign Affair» — 3:53
8. «In Dulci Jubilo» — 2:49
9. «Shadow on the Wall» — 5:07
10. «Islands» — 4:17
11. «Etude» — 3:06
12. «Sentinel» — 3:56
13. «Ommadawn (Excerpt)» — 3:38
14. «Incantations Part 4 (Excerpt)» — 4:38
15. «Amarok (Excerpt)» — 4:43
16. «Portsmouth» — 2:00